# باتلر بیچ (فلوریدا)
باتلر بیچ (به انگلیسی: Butler Beach) یک منطقهٔ مسکونی در ایالات متحده آمریکا است که در سنت جونز کانتی واقع شده‌است. باتلر بیچ ۶٫۴ کیلومتر مربع مساحت و ۴٬۴۳۶ نفر جمعیت دارد و ۱ متر بالاتر از سطح دریا قرار دارد.